# قطعنامه ۱۸۳۱ شورای امنیت
قطعنامه ۱۸۳۱ شورای امنیت سازمان ملل متحد که در تاریخ ۱۹ اوت ۲۰۰۸ تصویب شد، سندی بین‌المللی دربارهٔ بررسی وضعیت در سومالی است. این قطعنامه طی نشست ۵۹۵۷ام با ۱۵ رای موافق، ۰ مخالف و ۰ ممتنع تصویب شد.